# Boris Giuliano
Giorgio Boris Giuliano (Piazza Armerina, 22 ottobre 1930 – Palermo, 21 luglio 1979) è stato un militare italiano, funzionario e investigatore della Polizia di Stato, capo della Squadra mobile di Palermo, assassinato da Cosa nostra.
Diresse le indagini con metodi innovativi, e determinazione facendo parte di una cerchia di funzionari dello Stato che, a partire dalla fine degli anni Settanta, incominciò una dura lotta contro Cosa nostra. 
Fu assassinato da Leoluca Bagarella, detto Don Luchino, che gli sparò sette colpi di pistola alle spalle, nell'ambito dei preparativi dei corleonesi per la presa del potere di Cosa nostra, in quella che di lì a due anni sarebbe degenerata poi nella seconda guerra di mafia.

## Biografia
Nato a Piazza Armerina , in provincia di Enna, figlio di un sottufficiale della Marina militare; passò al suo seguito una parte dell'infanzia in Libia, dove il padre era di stanza. Più tardi la famiglia rimpatriò, stabilendosi nel 1941 a Messina, dove Giorgio Boris studiò sino alla laurea in giurisprudenza nel 1956. Cominciò a lavorare per una piccola società manifatturiera, la Plastica Italiana, e poi si trasferì a Milano con la famiglia.
Durante il periodo universitario giocò a pallacanestro in Serie B con il CUS Messina, in compagnia dell'ex Direttore del Tg1 Nuccio Fava. Cominciò quindi a lavorare a Milano come dirigente di una società manifatturiera.
Nel 1962 vinse il concorso come commissario di Polizia, e nel 1963, al termine del corso di formazione, chiese di essere assegnato a Palermo, dove poco tempo dopo entrò alla locale Squadra Mobile in cui lavorò sino all'ultimo giorno, dapprima alla Sezione Omicidi, in seguito come vice-dirigente e infine dirigente dall'ottobre 1976. Nel 1965 portò a termine la sua prima indagine importante: arrestò 17 boss mafiosi siciliani ed italo-americani di prima grandezza (tra cui Giuseppe Genco Russo e Frank Garofalo) accusati di aver organizzato un traffico di stupefacenti durante il celebre summit presso l'Hotel delle Palme di Palermo nel 1957 ma, al termine del processo nel 1968, furono tutti assolti per insufficienza di prove.
Proprio in occasione di quest'ultima indagine, Giuliano stabilì una proficua collaborazione con i colleghi statunitensi e conseguì una specializzazione presso la FBI National Academy; ebbe meriti speciali e ottenne numerosi riconoscimenti per le sue attività operative.

### Le indagini sulla scomparsa di De Mauro
Brillante e determinato investigatore, Giuliano fu nominato capo della Squadra Mobile di Palermo al posto di Bruno Contrada, suo amico fraterno poi accusato di collusione con la mafia. Delle molte vicende delle quali si è occupato, quella intorno alla quale si imperniano tutti gli interrogativi sui motivi della sua uccisione è certamente la misteriosa scomparsa del giornalista Mauro De Mauro.
Improvvisamente, infatti, nel 1970 De Mauro scomparve nel nulla, e del caso furono interessati gli alti comandi palermitani e i migliori investigatori della Polizia (Boris Giuliano) e dei Carabinieri (Carlo Alberto dalla Chiesa). Giuliano condusse l'indagine con molta partecipazione, ben deciso a portarla sino in fondo, incontrando sul suo cammino molti e diversi percorsi, tanti articolati scenari e numerosi possibili moventi.
De Mauro aveva avuto un passato alquanto animato e viveva un presente non meno vivace: saloino in gioventù, aderì alla Xª Flottiglia MAS e restò in ottimi rapporti col suo comandante, Junio Valerio Borghese. Dopo aver lavorato come giornalista presso la testata dell'Eni, Il Giorno, si interessò degli interventi di Enrico Mattei nella politica siciliana (con quella che è nota come Operazione Milazzo) e, assunto al quotidiano L'Ora (si è detto, per interessamento di Mattei) intraprese un'attività di cronista investigativo sulla mafia, slegata dalla linea editoriale e perciò per suo conto. Scomparve dopo aver promesso al regista Francesco Rosi, che stava realizzando un film sulla vita di Mattei, notizie importanti, tali da potergli far guadagnare, aveva detto alla figlia, una "laurea in giornalismo".
Interessandosi all'Operazione Milazzo, De Mauro aveva sottolineato che l'intervento di Mattei aveva insediato un governo regionale che, alla prima occasione, con una legge speciale favorì in modo smaccato i potentissimi esattori di Salemi, Nino e Ignazio Salvo, considerati vicini alla mafia che, sempre più certamente, si era incaricata di eliminare lo stesso Mattei. Forse De Mauro aveva raccolto documenti che provavano questo coinvolgimento; o forse aveva indagato in altre direzioni, ad esempio sui traffici di droga o sulle connessioni fra la mafia e il potere. Dulcis in fundo, De Mauro era scomparso, con una singolare coincidenza temporale, nel momento in cui il suo vecchio comandante Borghese, in onore del quale aveva chiamato una figlia Junia e col quale comunque era rimasto in contatto, andava allestendo il tentativo di colpo di Stato noto come "golpe dei forestali".
Mentre i Carabinieri si indirizzavano su piste legate al traffico di droga, sul quale De Mauro poteva effettivamente aver avuto, ma soprattutto cercato informazioni, Giuliano, insieme con i magistrati, approfondì la pista dell'attentato a Mattei e finì con l'indagare l'ambiguo avvocato Vito Guarrasi, che aveva preso parte con un ruolo mai chiarito anche all'armistizio di Cassibile. Guarrasi, che in vita sua fu indiziato di molte cose, ma mai nulla più che indiziato, pur non volendolo, diede a Giuliano ulteriori spunti che l'accorto investigatore avrebbe approfondito in seguito per altre indagini.

### Il "blitz dei 114"
Nel luglio del 1971, in collaborazione con i Carabinieri dell'allora colonnello Dalla Chiesa, Giuliano portò a termine una delle più vaste operazioni antimafia di quegli anni, che si concluse con la denuncia per i reati di associazione per delinquere e traffico di stupefacenti nei confronti di 114 boss mafiosi, in gran parte individuati ed arrestati in diverse città italiane: oltre Palermo e Catania, anche Milano, Roma e Livorno, a dimostrazione del policentrismo assunto da Cosa nostra. Al termine del processo, tutti i mafiosi imputati furono assolti o condannati a pene irrisorie.

### Le ultime indagini
Nel 1979 Giuliano si trovò a indagare sul ritrovamento di due valigette contenenti 500.000 dollari all'aeroporto di Palermo-Punta Raisi, che si scoprì essere il pagamento di una partita di eroina sequestrata all'aeroporto J.F. Kennedy di New York che diede il via alla famosa inchiesta Pizza Connection, ed iniziò a collaborare strettamente con l'agente statunitense della DEA Charles Tripoli, che arrivò a Palermo in veste di infiltrato per smascherare i trafficanti siculo-americani di eroina ma la sua copertura saltò e fu costretto a tornare negli Stati Uniti. Indagando sui dollari sequestrati a Punta Raisi, Giuliano scoprì che i capitali in rientro dagli Stati Uniti venivano riciclati presso una filiale della Sicilcassa, il cui direttore era Francesco Lo Coco, primo cugino del boss mafioso Stefano Bontate. Le indagini si conclusero con la denuncia di diversi mafiosi del gruppo Bontate-Badalamenti, compresi lo stesso Lo Coco e il fratello del boss, l'avvocato Giovanni Bontate.
Contemporaneamente a questa indagine, gli uomini di Giuliano fermarono due mafiosi, Antonino Marchese e Antonino Gioè, nelle cui tasche trovarono una bolletta con l'indirizzo di via Pecori Giraldi: nell'appartamento i poliziotti scovarono armi, quattro chili di eroina e una patente contraffatta sulla quale era incollata la fotografia di Leoluca Bagarella, cognato del boss corleonese Salvatore Riina; inoltre in un armadio venne trovata anche un'altra fotografia che ritraeva insieme numerosi mafiosi vicini al clan dei Corleonesi, tra cui figuravano i fratelli Giulio e Francesco Di Carlo (boss mafiosi di Altofonte) e Lorenzo Nuvoletta, camorrista napoletano affiliato a Cosa nostra. Dopo la scoperta nell'appartamento di via Pecori Giraldi, arrivarono telefonate anonime al centralino della questura di Palermo che minacciavano Giuliano di morte: una perizia fonica riconobbe che la voce della telefonata era quella di Pietro Marchese, nipote del boss Filippo.
Nello stesso periodo, Giuliano stava anche indagando su alcuni assegni trovati nelle tasche del cadavere di Giuseppe Di Cristina, capomafia di Riesi ucciso nel 1978 dai Corleonesi; gli assegni erano firmati da Domenico Balducci (usuraio ed esponente di spicco della banda della Magliana) ed avevano portato a un libretto al portatore del Banco di Napoli con 300 milioni di lire intestati a un nome di fantasia, che era stato usato dal banchiere Michele Sindona. Per approfondire queste indagini, Giuliano si era incontrato con l'avvocato Giorgio Ambrosoli, commissario liquidatore delle banche di Sindona che venne ucciso pochi giorni dopo il loro incontro. L'esistenza dell'incontro è testimoniata da un collaboratore di Ambrosoli, l'ex maresciallo della Guardia di Finanza Orlando Gotelli (che in un primo momento la negò) e indirettamente dall’avvocato Giuseppe Melzi, legale dei creditori delle banche di Sindona, e dall'agente della DEA Charles Tripoli, in quel periodo collaboratore di Giuliano.

### L'assassinio
Il 21 luglio 1979, mentre pagava il caffè appena bevuto nella caffetteria Lux di via Francesco Paolo Di Blasi a Palermo, Leoluca Bagarella gli sparò a distanza ravvicinata 7 colpi di pistola alle spalle con una Beretta 7,65, uccidendolo.
 È sepolto nella cappella di famiglia nel cimitero di Piazza Armerina.
Probabilmente dalla maggioranza degli osservatori, è stato posto in relazione l'assassinio del capitano dei Carabinieri Emanuele Basile, ucciso a Monreale 9 mesi dopo, alle indagini che stava svolgendo in ordine all'uccisione di Giuliano.
Secondo molti osservatori, con Giuliano si spense un grande talento investigativo, un onesto funzionario di polizia che nel suo ruolo fu una grande personalità delle istituzioni, il cui ricordo, come accade anche per altri suoi colleghi di analogo destino non è adeguatamente onorato, e anzi, particolarmente lasciato all'oblio.
Successore di Boris Giuliano, come capo della squadra mobile, sarà Giuseppe Impallomeni (tessera P2 n. 2213), precedentemente allontanato dalla squadra mobile di Firenze per un giro di tangenti, e inopinatamente, dal 309º posto della graduatoria dei vicequestori aggiunti, era passato al 13º posto, fatto che gli consente di prendere il comando della squadra mobile di Palermo.
Questore del capoluogo palermitano diventa Giuseppe Nicolicchia, di cui verrà rinvenuta, tra le carte trovate presso la fabbrica la Giole di Gelli a Castiglion Fibocchi, la domanda di affiliazione alla Loggia P2.

#### Condanne per l'omicidio

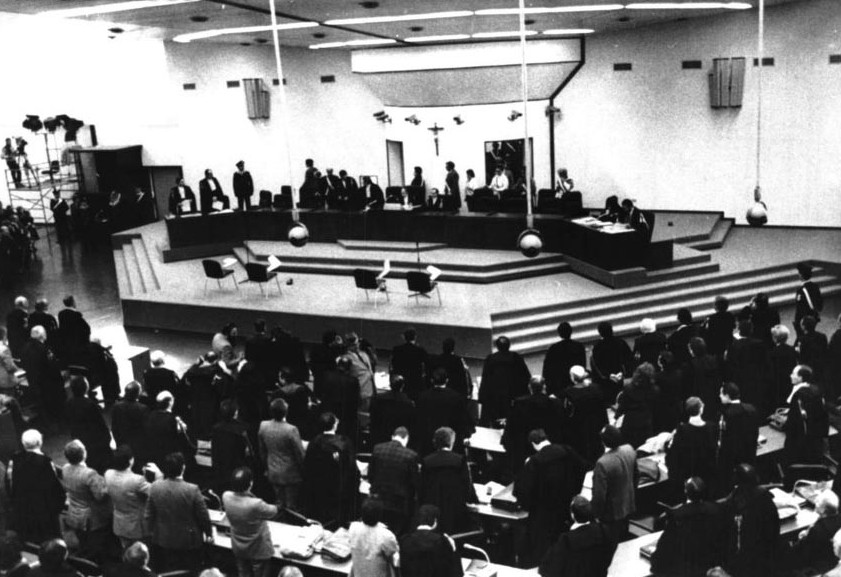
Un'udienza del Maxiprocesso di Palermo, nel quale venne trattato anche l'omicidio di Boris Giuliano

L'omicidio di Boris Giuliano finì nella sentenza-ordinanza del procedimento "Abbate Giovanni + 706" (il cosiddetto "Maxiprocesso di Palermo") che rinviava a giudizio come mandanti del delitto i membri della "Commissione" o "Cupola" di Cosa nostra (Salvatore Riina, Bernardo Provenzano, Francesco Madonia, Filippo Marchese, Michele e Salvatore Greco, Bernardo Brusca, Giuseppe Calò, Antonino Geraci, Salvatore Scaglione, Giovanni Scaduto, Ignazio Motisi, Leonardo Greco, Andrea Di Carlo). Nella sentenza-ordinanza si leggeva che:
Senza che ciò voglia suonare come critica ad alcuno, se altri organismi dello Stato avessero assecondato l’intelligente opera investigativa di Boris Giuliano […] l’organizzazione criminale mafiosa non si sarebbe sviluppata sino a questo punto, e molti omicidi, compreso quello dello stesso Giuliano non sarebbero stati commessi
Al Maxiprocesso, si costituì parte civile anche Ines Leotta, vedova di Giuliano. Il 16 dicembre 1987 venne pronunciata la sentenza di primo grado del Maxiprocesso, che condannava all'ergastolo per l'omicidio Giuliano Salvatore Riina, Bernardo Provenzano, Francesco Madonia, Michele Greco, Filippo Marchese mentre Bernardo Brusca, Salvatore Scaglione, Antonino Geraci e Giuseppe Calò e vennero assolti per insufficienza di prove Salvatore Greco, Giovanni Scaduto, Ignazio Motisi, Leonardo Greco, Andrea Di Carlo per non aver commesso il fatto.
Il 22 febbraio 1989 si aprì il giudizio d'appello del Maxiprocesso, che si concluse il 10 dicembre 1990: la Corte d'assise d'appello, presieduta da Vincenzo Palmegiano, ribaltò completamente la sentenza di primo grado e assolse tutti gli imputati per l'omicidio Giuliano, con la motivazione che il delitto sarebbe stato commesso all'insaputa dei Corleonesi poiché rientrava nell'interesse della fazione Bontate-Inzerillo, danneggiata dalle indagini di Giuliano sul traffico di droga.
Tuttavia il 30 gennaio 1992 la prima sezione penale della Cassazione, presieduta da Arnaldo Valente, annullò le assoluzioni d'appello e per gli imputati venne disposto un nuovo giudizio. Il processo di rinvio venne celebrato tra il 1993 e il 1995 davanti alla Corte d'appello presieduta da Rosario Gino: il 18 marzo 1995 vennero condannati come mandanti all'ergastolo Salvatore Riina, Bernardo Provenzano, Michele Greco, Francesco Madonia, Giuseppe Calò, Bernardo Brusca, Nenè Geraci.
Intanto nel 1993 si aprì un nuovo processo per l'omicidio Giuliano, che vedeva come unico imputato Leoluca Bagarella, accusato dai collaboratori Francesco Marino Mannoia e Salvatore Cancemi di essere l'esecutore materiale del delitto. Nel 1995 Bagarella venne condannato all'ergastolo, sentenza confermata dalla Cassazione nel 1997.

## Vita privata
Era sposato e aveva tre figli. Il maggiore, Alessandro, è diventato anch'egli funzionario della Polizia di Stato. Nel 2001 ha scoperto e arrestato il serial killer di Padova Michele Profeta. Successivamente ha diretto la squadra mobile della questura di Venezia e, dal 2009, di Milano. Il 1º giugno 2019 viene promosso questore di Napoli.

## Onorificenze e memoria
- Al nome di Giuliano è stato intitolato l'Istituto Professionale per l'Industria e l'Artigianato "Boris Giuliano" di Piazza Armerina, sua città natale.
- Il fabbricato che oggi ospita alcuni Uffici della Questura di Palermo, in particolare la Squadra Mobile, è intitolato a Boris Giuliano[11].
- La nuova Caserma della Polizia di Stato, sita in contrada Baronessa ricadente il territorio di Enna, è intitolata alla memoria di Boris Giuliano. Al suo interno il busto marmoreo e una targa commemorativa.
- Nel 2010 la città metropolitana di Messina, dove aveva passato una significativa parte della sua vita e formazione, gli ha conferito la cittadinanza onoraria e gli ha dedicato l'omonima rotatoria nel centro cittadino[42].

## Cinema e televisione
Anche il cinema e la televisione hanno onorato la memoria del poliziotto palermitano. Vi sono:
- La mafia uccide solo d'estate, regia di Pierfrancesco Diliberto (2013);
- Il capo dei capi, regia di Alexis Sweet ed Enzo Monteleone – miniserie TV (2007);
- Blu notte - Misteri italiani – documentario TV, puntata 12x04 (2012)
- Boris Giuliano - Un poliziotto a Palermo, regia di Ricky Tognazzi – miniserie TV (2016);
- La mafia uccide solo d'estate – serie TV (2016).

Nella sequenza iniziale del film Cento giorni a Palermo, regia di Giuseppe Ferrara (1984), viene descritta la scena dell'omicidio Giuliano. Ad impersonarlo fu il fratello Emanuele.